# 韓 (戦国)
韓（かん）は、中国戦国時代に存在した国で、戦国七雄の一国（紀元前403年 - 紀元前230年）。地方名としての韓は、現在の河南省北部の一部、山西省南部の一部、陝西省東部の一部にあたる。

## 歴史

### 前歴
韓室の祖先は春秋時代の晋の公族であり、穆侯の子・桓叔の庶子の韓万（韓武子）が韓原の地（現在の陝西省韓城市）に封じられたのを起源とする。姫姓を姓とする韓武子の一族が韓氏を称すのは、この領地名に因んだものである。
ただ、これ以前にも同名の「韓」という国があり（周王朝系、韓 (西周)を参照）、こちらも韓原を地盤としていた。

### 独立への道

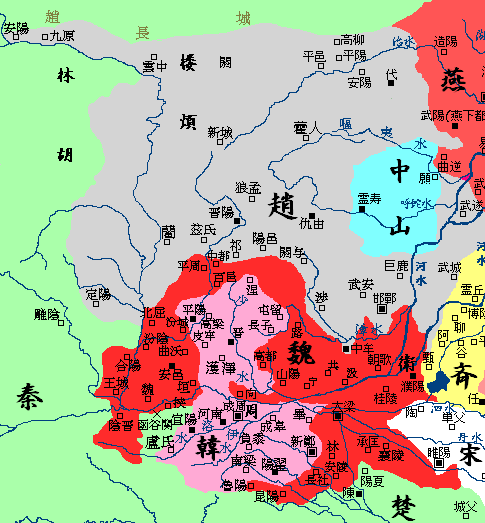
三晋地図

紀元前620年、韓万の玄孫の韓厥が司馬に登用され、その軍略の高さと、かつて世話になった趙氏の再興に尽力したことで輿望を集め、紀元前573年に韓厥が正卿・中軍の将になったことで韓氏は力を持ち始める。更に紀元前541年にその子の韓起も正卿となったことで、韓氏は政治を司る大臣の六家（六卿）の一つとなる。
春秋末期になると、韓虎が趙氏・魏氏などと共に同じく大臣の一族である智氏を紀元前453年に滅ぼし、魏・趙と共に晋の領地を分割して独立した。その後の紀元前403年に周の王室から正式に諸侯として認められ、これより戦国時代が始まる。

### 戦国時代

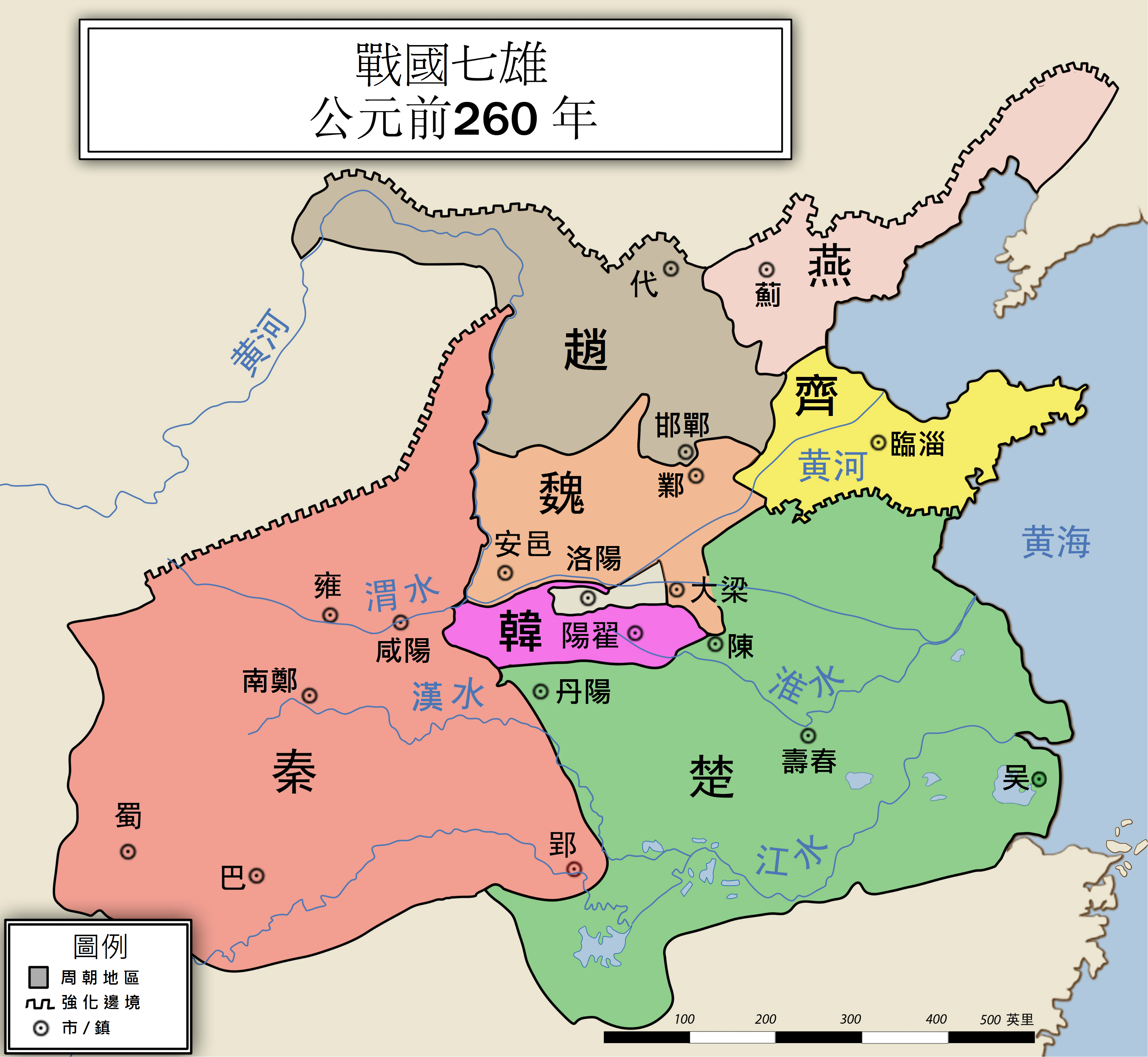
戦国七雄

紀元前375年に鄭を滅ぼしたものの、戦国時代の韓は七雄の中では最弱であり、常に西の秦からの侵攻に怯えていた。しかし申不害（? - 紀元前337年）を宰相に抜擢した釐侯の治世は国内も安定し、最盛期を築けた。次代宣恵王が紀元前323年に初めて王を名乗ったものの、申不害の死後は再び秦の侵攻に悩まされた。
そのような事態を憂慮した公子韓非はこの国を強くする方法を『韓非子』に著述した。しかし韓非の言説は母国では受け入れられず、皮肉なことに秦の始皇帝により実行され、韓を滅ぼす力となった。また韓は鄭国を送って秦に灌漑事業を行わせ、国力を疲弊させようとしたが発覚した。この工事で作られた水路はのちに鄭国渠と呼ばれ、中国古代3大水利施設の一つとなり、これもまた皮肉にも秦を豊かにさせる結果となった。
紀元前230年、首都新鄭を失陥し、六国の中で最も早く滅亡すると、秦は潁川郡と呼び改め統治下に置いた。紀元前226年に旧都新鄭で起きた秦への反乱は鎮圧され、韓王安は処刑された。
劉邦の配下で知られる張良は、この韓の宰相の家柄であったという。生国である韓を滅ぼされた恨みから始皇帝暗殺を企てたが、失敗に終わった。後に秦末の動乱から楚漢戦争期に、張良は韓の旧王族から韓王成、次いで韓王信を擁立している。

## 歴代君主
1. 武子（韓万）
2. 賕伯
3. 定伯（韓簡）
4. 韓子輿（韓輿）
5. 献子（韓厥）
6. 宣子（韓起）
7. 貞子（韓須）
8. 簡子（韓不信）
9. 荘子（韓庚）
10. 康子（韓虎）
11. 武子（韓啓章）（紀元前424年 - 紀元前409年）
12. 景侯（韓虔）（紀元前408年 - 紀元前400年）
13. 烈侯（韓取）（紀元前399年 - 紀元前387年）
14. 文侯（韓猷）（紀元前386年 - 紀元前377年）
15. 哀侯（韓屯蒙）（紀元前376年 - 紀元前374年）
16. 共侯（懿侯、韓若山）（紀元前374年 - 紀元前363年）
17. 釐侯（昭侯、韓武）（紀元前362年 - 紀元前333年）
18. 宣恵王（威侯、韓康）（紀元前332年 - 紀元前312年）
19. 襄王（韓倉）（紀元前311年 - 紀元前296年）
20. 釐王（韓咎）（紀元前295年 - 紀元前273年）
21. 桓恵王（韓然）（紀元前272年 - 紀元前239年）
22. 王安（韓安）（紀元前238年 - 紀元前230年）